# Markvartický mlýn (Ke Studánce)
Markvartický mlýn v ulici Ke Studánce v Markvarticích v okrese Liberec je vodní mlýn, který stojí na Panenském potoce u rybníka ve východní části obce. Od roku 2015 je chráněn jako nemovitá kulturní památka České republiky.

## Historie
Mlýn má dataci v interiéru 1704 (sklep, kamenný strop) a 1712 (světnice). Jeho původ je však pravděpodobně středověký s příslušností k lemberskému panství.
V Seznamu vodních děl republiky Československé z roku 1932 je uváděn jako mlýn panský s nájemcem Josefem Schneidrem. Z areálu se dochovala mlýnská budova s mlecím zařízením, hospodářské budovy zanikly.

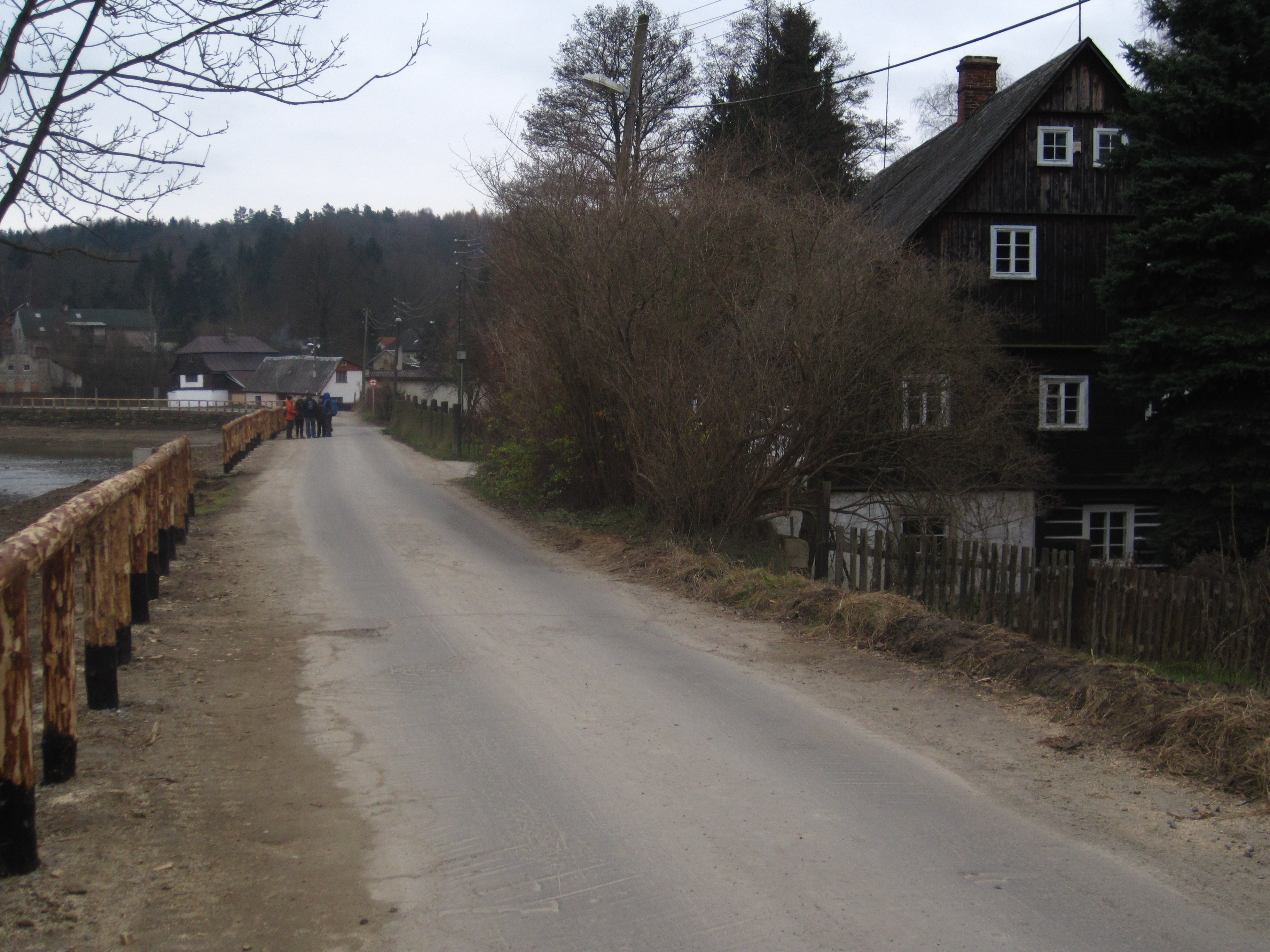
Mlýn u hráze Markvartického rybníka

## Popis
Mlýnice je součástí dispozice roubeného vícepodlažního obytného domu. Od hráze rybníka vypadá jako přízemní, ze dvora má dvě patra a půdu. Přízemí je vyzděné z pískovcových kamenů.
Voda na vodní kolo vedla náhonem z Markvartického rybníka. V roce 1912 byla na místě vodních kol instalována turbína. V roce 1930 měl mlýn 1 Francisovu turbínu (spád 2,3 m, výkon 6,07 HP).